# Codex Sinopensis
Codex Sinopensis designado O ou 023 (Gregory-Aland), ε 19 (von Soden), é um manuscrito uncial grego dos Evangelho de Mateus, datado pela paleografia para o século 6.
O Códex Petropolitanus Purpureus, junto com os manuscritos N, Φ, e Σ, pertence ao grupo do Unciais Purpúreo. O manuscrito é muito lacunoso.

## Descoberta
Contem 44 fólios dos Evangelho de Mateus (30 x 25 cm). Escrito em uma coluna por página, em 15 linhas por página.
Conteúdos
Evangelho de Mateus
7,7-22; 11,5-12; 13,7-47; 13,54-14,4.13-20; 15,11-16,18; 17,2-24; 18,4-30; 19,3-10.17-25; 20,9--21,5; 21,12-22,7.15-14; 22,32-23,35; 24,3-12.

## Texto
O texto grego desse codex é um representante do Texto-tipo Bizantino. Aland colocou-o entre a Categoria V.

## História
Comprada por um oficial francês em Sinope em 1899. O seu texto foi publicado por Henri Omont em 1901.
Actualmente acha-se na Biblioteca Nacional da França (Supplement Grec 1286).

## Literatura
- Henri Omont, Notice sur un très ancien manuscrit grec de l'évangile de saint Matthieu..., Notices et extraits des manuscrits de la bibliothèque nationale..., vol. 36 (Paris, 1901), pp. 599–676.
- H. S. Cronin, Codex Chrysopurpureus Sinopensis, JTS II (1901), pp. 590–600.
- C. R. Gregory, Textkritik des Neuen Testaments (Leipzig 1909), vol. 3, pp. 1022–1023.